# Megadytes steinheili
Megadytes steinheili là một loài bọ cánh cứng trong họ Bọ nước. Loài này được Wehncke miêu tả khoa học năm 1876.